# Wysocko Wyżne

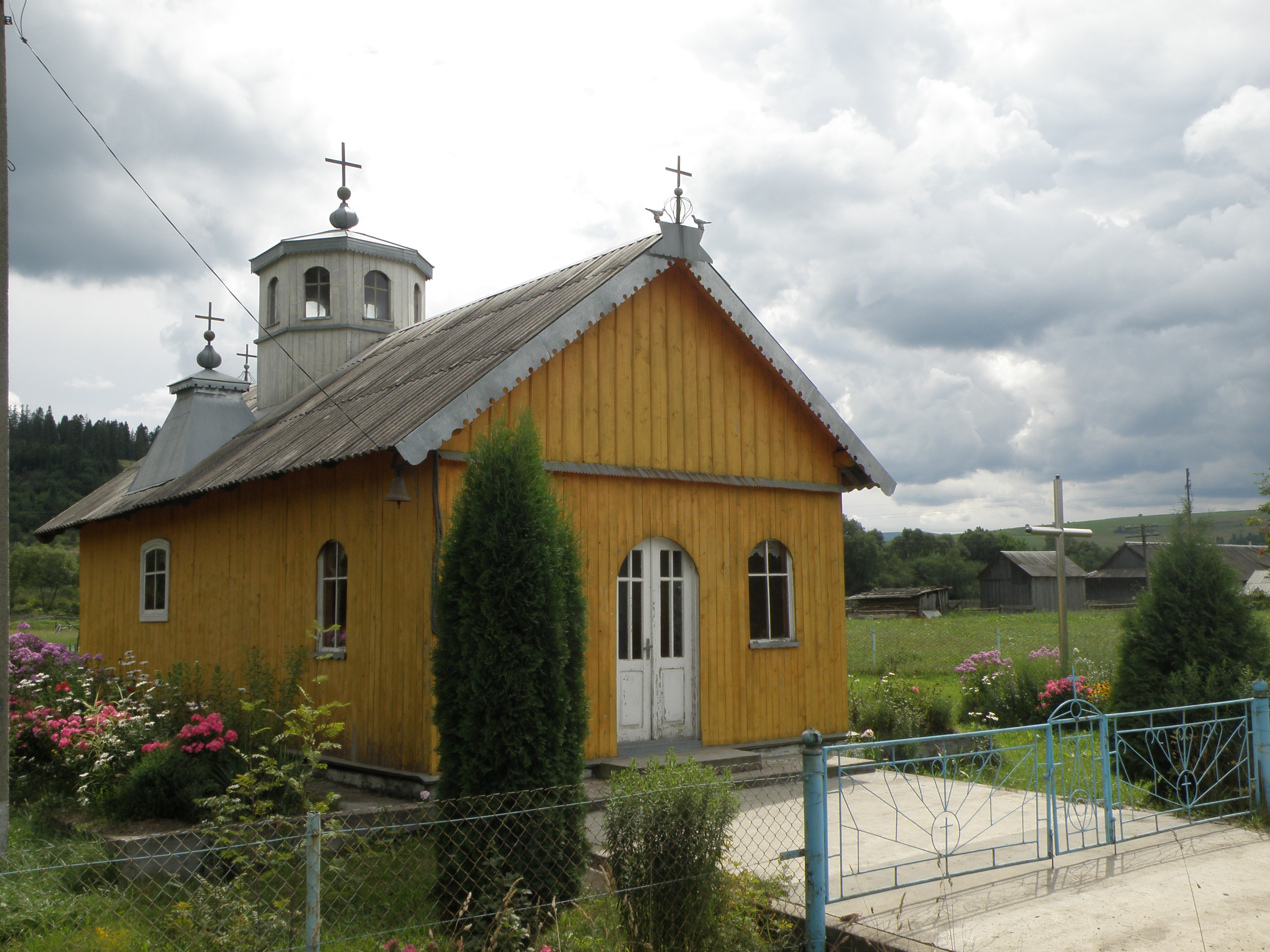
Greckokatolicka kaplica św. Anny

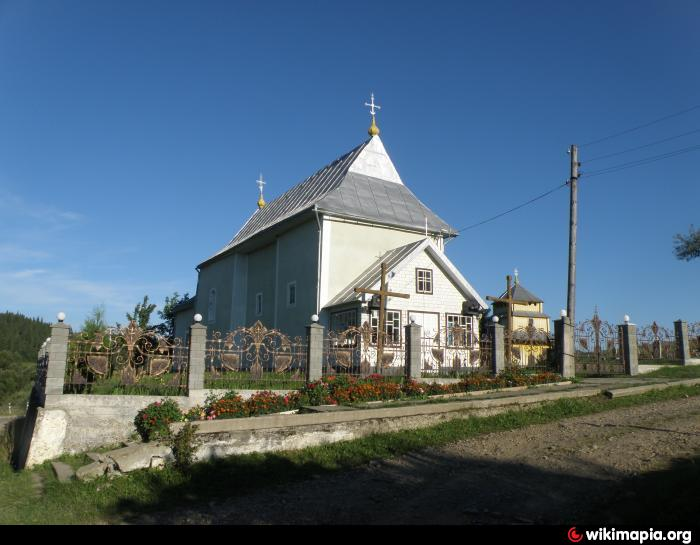
Cerkiew greckokatolicka Wniebowzięcia NMP

Wysocko Wyżne (ukr. Верхнє Висоцьке) – wieś położona na terenie Ukrainy, w obwodzie lwowskim, w rejonie samborskim (wcześniej w południowej części rejonu turczańskiego) nad Stryjem, niedaleko granicy z Polską. Najniższą jednostką administracji, której podlega Wysocko Wyżne, jest rada wiejska (silska rada) w Wysocku Wyżnem. Wieś liczy około 2118 mieszkańców.

## Historia
Pierwsze wzmianki o miejscowości pochodzą z 1430. W latach 1772–1918 pod zaborem austriackim w składzie Królestwa Galicji i Lodomerii, od 1867 w ramach nowo powstałego powiatu turczańskiego. W regionie dobrze rozwinął się przemysł drzewny, a znaczny wpływ miała na to bliskość spławnych rzek, Dniestru oraz Stryja.
W latach 1919–1939 miejscowość administracyjnie należała do Polski. Znajdowała się w województwie lwowskim, w powiecie turczańskim nieopodal granicy polsko-czechosłowackiej, a od marca 1939 polsko-węgierskiej. W 1920 znalazła się na terenie działań wojennych okresu wojny polsko-bolszewickiej.
W 1921 wieś liczyła około 2684 mieszkańców. Podczas wyborów parlamentarnych w Polsce w 1922 frekwencja wyborcza w Wysocku Wyżnem i powiecie turczańskim była stosunkowo wysoka, wyniosła około 60% mimo bojkotu wyborów przez ludność ukraińską. We Lwowie i na Podolu frekwencja ta była znacznie niższa. Zwyciężył PSL „Piast” przed blokiem chadecko-endeckim.
Podczas wyborów parlamentarnych w Polsce w 1928 w Wysocku Wyżnem i powiecie turczańskim wygrały listy polskie (ok. 55%) przed ukraińskimi (ok. 25%), starorusińskimi (ok. 10%) i żydowskimi (ok. 5%).
W czasie II wojny światowej działało tutaj Laboratorium Instytutu Profesora Weigla.
W latach 1943–1947 nacjonaliści ukraińscy z OUN-UPA zamordowali tutaj 35 Polaków i 4 Ukraińców, grabiąc i paląc ich gospodarstwa. Spalili też kościół rzymskokatolicki.

## Komunikacja
Przez środek wsi przebiega droga lokalna T1423 prowadząca z okolic Boryni na północnym zachodzie właśnie do Matkowa, gdzie łączy się z drogą magistralną znaczenia międzynarodowego M06. W miejscowości brak przystanku kolejowego, a najbliższy znajduje się w Turce. Do Wysocka Wyżnego docierają również tzw. marszrutki, czyli prywatne busy, m.in. ze Stryja i Lwowa.

## Ważniejsze obiekty
- Cerkiew św. Mikołaja (Kościoła Prawosławnego Ukrainy)
- Cerkiew greckokatolicka

Jedna z cerkwi pochodzi z końca XVII wieku – fundatorem był Andrzej Wysoczański. Jedna z nich jest obecnie cerkwią prawosławną.

## Urodzeni w Wysockiu Wyżnym
- Władysław Komarnicki – polski przedsiębiorca budowlany
- Jan Wysoczański – polski przedsiębiorca i samorządowiec
- Wiktor Wysoczański – polski biskup starokatolicki, zwierzchnik Kościoła Polskokatolickiego w RP